# Jachym Topol
Jáchym Topol, češki pisatelj, * 4. avgust 1962, Praga

## Poreklo
Je vnuk pisatelja Karla Schulza, sin pesnika in dramatika Josefa Topola Ker je Jáchymov oče sodil v krog disidentov, ga niso sprejeli na univerzo, preživljal se je s fizičnimi deli, hkrati pa se tudi sam zapisal aktivizmu, bil je med podpisniki Listine 77. 

## Življenje in delo
V svet poezije je vstopil kot pisec besedil in pevec rockovske skupine Pasji vojaki. Izdal je pesniški zbirki Ljubim te za znoret in V torek bo vojna. 
Za Sestro, svoj prozni prvenec (1994), je prejel nagrado za češko knjigo leta.
Sestra velja za najboljši češki roman devetdesetih let. 
Zdaj piše samo še prozo: Angel, Izlet k postajni avli, Nočno delo, Grgrati katran.

## Nagrade
- Za poezijo je dobil nagrado Toma Stopparda za neuradno literaturo.
- Mednarodna nagrada za književnost Vilenica (2015).